# دولانی (ناحیه کلادنو)
دولانی (به چکی: Dolany) یک منطقهٔ مسکونی در جمهوری چک است که در شهرستان کلادنو واقع شده‌است. دولانی ۲٫۹۹ کیلومتر مربع مساحت و ۲۴۷ نفر جمعیت دارد و ۳۶۵ متر بالاتر از سطح دریا واقع شده‌است.